# Ruta de Rhode Island 138
La Ruta de Rhode Island 138, y abreviada R.I. 138 (en inglés: Rhode Island Route 138) es una carretera estatal estadounidense ubicada en el estado de Rhode Island. La carretera inicia en el oeste desde la CT 138     en Voluntown hacia el Norte en la MA 138     en Fall River. La carretera tiene una longitud de 72,7 km (45.2 mi).

## Mantenimiento
Al igual que las autopistas interestatales, y las rutas federales y el resto de carreteras estatales, la Ruta de Rhode Island 138 es administrada y mantenida por el Departamento de Transporte de Rhode Island por sus siglas en inglés RIDOT.

## Cruces
La Ruta de Rhode Island 138 es atravesada principalmente por la I-95 en Richmond
  Route 2 en South Kingstown
  US 1 en North Kingstown
  Route 114 en Middletown
  Route 24 en Portsmouth.

## Ruta 138A
La  Ruta 138A es una ruta estatal de 4,7 millas (7,6 km) que pasa por Newport y Middletown, Rhode Island. La Ruta 138A es una "ruta escénica" que inicia en la intersección del Newport Bridge Access Road (Route 138) y la Autopista J.T. Connell, pasan por el centro de Newport, pasando por las playas de Newport, y al norte por Middletown se conecta con la Ruta 138.